# Liste der Lieder von OneRepublic
Dies ist eine Liste der Lieder der US-amerikanische Pop-Rock-Band OneRepublic.
Aufgelistet sind alle Lieder der Alben Dreaming Out Loud (2007), Waking Up (2009), Native (2013) und Oh My My (2016). Des Weiteren befinden sich alle Non Album Tracks und Cover in dieser Liste.
Die Reihenfolge der Titel ist alphabetisch sortiert. Sie gibt Auskunft über die Urheber.

## A
| # | Titel                                   | Autoren                                                             | Album             | Jahr |
| - | --------------------------------------- | ------------------------------------------------------------------- | ----------------- | ---- |
| 1 | A.I. (feat. Peter Gabriel)              | Ryan Tedder, Peter Gabriel, Brent Kutzle, Steve Wilmot              | Oh My My          | 2016 |
| 2 | All Fall Down                           | Ryan Tedder, Zachary Filkins, Andrew Brown, Eddie Fisher, Tim Myers | Dreaming Out Loud | 2007 |
| 3 | All the Right Moves erschien als Single | Ryan Tedder                                                         | Waking Up         | 2009 |
| 4 | All These Things                        | Ryan Tedder, Noel Zancanella                                        | Oh My My          | 2016 |
| 5 | All This Time                           | Ryan Tedder, Brent Kutzle                                           | Waking Up         | 2009 |
| 6 | All We Are                              | Ryan Tedder, Tim Myers                                              | Dreaming Out Loud | 2007 |
| 7 | Apologize erschien als Single           | Ryan Tedder                                                         | Dreaming Out Loud | 2007 |
| 8 | Au Revoir                               | Ryan Tedder, Brent Kutzle                                           | Native            | 2013 |

## B
| # | Titel           | Autoren                                                               | Album    | Jahr |
| - | --------------- | --------------------------------------------------------------------- | -------- | ---- |
| 1 | Better          | Ryan Tedder, Brent Kutzle, Steve Wilmot, James Dzuris, Joseph Dzuris  | Oh My My | 2016 |
| 2 | Born            | Ryan Tedder, Noel Zancanella, Brent Kutzle, Benny Blanco, Ammar Malik | Oh My My | 2016 |
| 3 | Burning Bridges | Ryan Tedder, Brent Kutzle                                             | Native   | 2013 |

## C
| # | Titel                              | Autoren                                                  | Album             | Jahr |
| - | ---------------------------------- | -------------------------------------------------------- | ----------------- | ---- |
| 1 | Can´t Stop                         | Ryan Tedder, Jeff Bhasker, Tyler Sam Johnson             | Native            | 2013 |
| 2 | Choke                              | Ryan Tedder, Noel Zancanella                             | Oh My My          | 2016 |
| 3 | Colors                             | Ryan Tedder, Brent Kutzle, Eddie Fisher, Noel Zancanella | Oh My My          | 2016 |
| 4 | Come Home erschien als Single      | Ryan Tedder                                              | Dreaming Out Loud | 2007 |
| 5 | Counting Stars erschien als Single | Ryan Tedder                                              | Native            | 2013 |

## D
| # | Titel            | Autoren                                    | Album    | Jahr |
| - | ---------------- | ------------------------------------------ | -------- | ---- |
| 1 | Dont´t Look Down | Ryan Tedder, Brent Kutzle                  | Native   | 2013 |
| 2 | Dream            | Ryan Tedder, Brent Kutzle, Noel Zancanella | Oh My My | 2016 |

## E
| # | Titel                                  | Autoren                   | Album     | Jahr |
| - | -------------------------------------- | ------------------------- | --------- | ---- |
| 1 | Everybody Loves Me erschien als Single | Ryan Tedder, Brent Kutzle | Waking Up | 2009 |

## F
| # | Titel                          | Autoren | Album     | Jahr |
| - | ------------------------------ | --- | --------- | ---- |
| 1 | Fear                           | Ryan Tedder | Waking Up | 2009 |
| 2 | Feel again erschien als Single | Ryan Tedder, Brent Kutzle, Drew Brown, Noel Zanacanella                                                                                | Native    | 2012 |
| 3 | Fingertips                     | Ryan Tedder, Noel Zancanella, Benny Blanco, Romy Madley Croft                                                                          | Oh My My  | 2016 |
| 4 | Fire                           | Leonie Burger, Simone Giani, Luca De Gregorio, Brent Kutzle, Tyler Spry, Ryan Tedder, Josh Varnadore, Mattia Vitale, Vitali Zestovskih | —         | 2024 |
| 5 | Future Looks Good              | Ryan Tedder, Brent Kutzle | Oh My My  | 2016 |

## G
| # | Titel                         | Autoren                                | Album             | Jahr |
| - | ----------------------------- | -------------------------------------- | ----------------- | ---- |
| 1 | Goodbye, Apathy               | Ryan Tedder                            | Dreaming Out Loud | 2007 |
| 2 | Good Life erschien als Single | Timothy Mosley, Ryan Tedder, Jim Beanz | Waking Up         | 2009 |

## H
| # | Titel  | Autoren                                  | Album    | Jahr |
| - | ------ | ---------------------------------------- | -------- | ---- |
| 1 | Heaven | Ryan Tedder, Brent Kutzle                | Oh My My | 2016 |
| 2 | Human  | Ryan Tedder, Noel Zancanella, Drew Brown | Oh My My | 2016 |

## I
| # | Titel                                | Autoren                                               | Album  | Jahr |
| - | ------------------------------------ | ----------------------------------------------------- | ------ | ---- |
| 3 | If I Lose Myself erschien als Single | Ryan Tedder, Benny Blanco, Brent Kutzle, Zach Filkins | Native | 2013 |
| 2 | I Lived erschien als Single          | Ryan Tedder, Noel Zancanella                          | Native | 2013 |

## K
| # | Titel                    | Autoren                   | Album    | Jahr |
| - | ------------------------ | ------------------------- | -------- | ---- |
| 1 | Kids erschien als Single | Ryan Tedder, Brent Kutzle | Oh My My | 2016 |

## L
| # | Titel                             | Autoren                                | Album     | Jahr |
| - | --------------------------------- | -------------------------------------- | --------- | ---- |
| 1 | Let’s Hurt Tonight                | Ryan Tedder, Noel Zancanella           | Oh My My  | 2016 |
| 2 | Lift Me Up                        | Ryan Tedder, Brent Kutzle              | Oh My My  | 2016 |
| 3 | Life In Color                     | Ryan Tedder, Brent Kutzle              | Native    | 2014 |
| 4 | Light It Up                       | Ryan Tedder, Brent Kutzle              | Native    | 2013 |
| 5 | Love runs out erschien als Single | Ryan Tedder                            | Native    | 2014 |
| 6 | Lullaby                           | Timothy Mosley, Ryan Tedder, Jim Beanz | Waking Up | 2009 |

## M
| # | Titel                           | Autoren                                | Album             | Jahr |
| - | ------------------------------- | -------------------------------------- | ----------------- | ---- |
| 1 | Made for You                    | Ryan Tedder, Brent Kutzle              | Waking Up         | 2009 |
| 2 | Marchin’ On erschien als Single | Timothy Mosley, Ryan Tedder, Jim Beanz | Waking Up         | 2009 |
| 3 | Mercy erschien als Single       | Ryan Tedder                            | Dreaming Out Loud | 2007 |
| 4 | Missing Persons 1&2             | Ryan Tedder                            | Waking Up         | 2009 |

## N
| # | Titel                  | Autoren                                                        | Album                    | Jahr |
| - | ---------------------- | -------------------------------------------------------------- | ------------------------ | ---- |
| 1 | NbHD (feat. Santigold) | Ryan Tedder, Brent Kutzle, James Dzuris, Drew Brown, Santigold | Oh My My                 | 2016 |
| 2 | No Vacancy             | Ryan Tedder, Stargate                                          | Non Album Track (SIngle) | 2017 |

## O
| # | Titel                    | Autoren                                    | Album    | Jahr |
| - | ------------------------ | ------------------------------------------ | -------- | ---- |
| 1 | Oh My My (feat. Cassius) | Ryan Tedder, Brent Kutzle, Noel Zancanella | Oh My My | 2016 |

## P
| # | Titel    | Autoren                                                           | Album             | Jahr |
| - | -------- | ----------------------------------------------------------------- | ----------------- | ---- |
| 1 | Preacher | Ryan Tedder, Brent Kutzle                                         | Native            | 2013 |
| 2 | Prodigal | Ryan Tedder, Andrew Brown, Tim Myers, Jerrod Bettis, Zach Filkins | Dreaming Out Loud | 2007 |

## S
| # | Titel                                | Autoren                                                             | Album             | Jahr |
| - | ------------------------------------ | ------------------------------------------------------------------- | ----------------- | ---- |
| 1 | Say (All I Need) erschien als Single | Ryan Tedder, Zachary Filkins, Andrew Brown, Eddie Fisher, Tim Myers | Dreaming Out Loud | 2007 |
| 2 | Secrets erschien als Single          | Ryan Tedder                                                         | Waking Up         | 2009 |
| 3 | Someday                              | Steven Mudd, Tyler Spry, Josh Varnadore, Ryan Tedder, Brent Kutzle  | Human             | 2021 |
| 4 | Someone to Save You                  | Ryan Tedder, Zachary Filkins, Andrew Brown                          | Dreaming Out Loud | 2007 |
| 5 | Something I Need erschien als Single | Ryan Tedder, Benny Blanco                                           | Native            | 2013 |
| 6 | Stop and Stare erschien als Single   | Ryan Tedder, Zachary Filkins, Andrew Brown, Eddie Fisher, Tim Myers | Dreaming Out Loud | 2007 |

## T
| # | Titel           | Autoren                                 | Album             | Jahr |
| - | --------------- | --------------------------------------- | ----------------- | ---- |
| 1 | The Less I Know | Ryan Tedder, Zach Filkins               | Oh My My          | 2016 |
| 2 | Tyrant          | Ryan Tedder, Andrew Brown, Zach Filkins | Dreaming Out Loud | 2007 |

## W
| # | Titel                             | Autoren                                                             | Album             | Jahr |
| - | --------------------------------- | ------------------------------------------------------------------- | ----------------- | ---- |
| 1 | Waking Up                         | Ryan Tedder, Drew Brown                                             | Waking Up         | 2009 |
| 2 | What You Wanted                   | Ryan Tedder, Brent Kutzle                                           | Native            | 2013 |
| 3 | Wherever I Go erschien als Single | Ryan Tedder, Brent Kutzle, Noel Zancanella                          | Oh My My          | 2016 |
| 4 | Won’t Stop                        | Ryan Tedder, Andrew Brown, Eddie Fisher, Brent Kutzle, Zach Filkins | Dreaming Out Loud | 2007 |